# Calpet
Calpet é uma Região censo-designada localizada no estado norte-americano de Wyoming, no Condado de Sublette.

## Demografia
Segundo o censo norte-americano de 2000, a sua população era de 7 habitantes.

## Geografia
De acordo com o United States Census Bureau tem uma área de
12,0 km², dos quais 12,0 km² cobertos por terra e 0,0 km² cobertos por água.

## Localidades na vizinhança
O diagrama seguinte representa as localidades num raio de 68 km ao redor de Calpet.